# Mandideep
Mandideep (en hindi: मंडीदीप) es una localidad de la India en el distrito de Riasen, estado de Madhya Pradesh.

## Geografía
Se encuentra a una altitud de 448 m s. n. m. a 23 km de la capital estatal, Bhopal, en la zona horaria UTC +5:30.

## Demografía
Según estimación 2010 contaba con una población de 69 306 habitantes.